# Abus sexuels dans l'Église catholique au Chili
Pour un article plus général, voir Abus sexuels sur mineurs dans l'Église catholique.
Les abus sexuels dans l'Église catholique au Chili sont des agressions sexuelles, commises au sein de l'Église catholique par certains de ses clercs et agents pastoraux.
En mai 2018, l’ensemble des évêques alors en exercice au Chili remettent leur charge dans les mains du pape François. 

## Historique
En janvier 2018, le pape François s’est rendu au Chili pour un voyage apostolique. Il s'est retrouvé en présence du cardinal Barros, soupçonné depuis des années d’avoir protégé le père Fernando Karadima, reconnu pour avoir agressé des mineurs. Quelques jours plus tard après être revenu à Rome, il mandate Scicluna pour faire enquête au Chili. Ce que découvre le pape dans ce rapport le renverse. Il est question de « gravissimes négligences dans la protection des enfants vulnérables de la part d’évêques et de supérieurs religieux », selon la télévision chilienne. On y retrouve également des enquêtes qui n’ont pas été effectuées et même des documents compromettants qui ont été détruits.
« Maintenant, après une lecture attentive des actes de cette « mission spéciale », je crois pouvoir affirmer que tous les témoignages recueillis parlent d’eux-mêmes d’une manière dure, sans additifs ni édulcorants […] des nombreuses vies crucifiées et j’avoue que cela me cause beaucoup de douleur et de honte », affirme le pape. Quoi qu’il en soit, il y a un message clair. Le pape François n’arrivait pas jusqu'ici à offrir une réponse crédible et satisfaisante aux trop nombreux scandales de prêtres criminels qui ont agressé des mineurs. Même la commission qu’il a mise sur pied pour venir à bout de ce fléau semblait se perdre dans l’insignifiance[pourquoi ?].
Mis en cause par le pape lui-même pour la gestion calamiteuse des affaires de pédophilie dans leur clergé, tous les évêques chiliens ont présenté le vendredi 18 mai 2018 leur démission au souverain pontife, une première dans l’histoire de l’Église catholique. Il accepte sept d'entre elles, puis en mars 2019 celle du cardinal Ezzati, accusé au Chili de ne pas avoir dénoncé des agressions sexuelles commises par trois prêtres, dont Oscar Muñoz et Fernando Karadima.
À la suite de ces démissions, plusieurs mesures sont prises, avec par exemple un « renforcement » du conseil de prévention présidé par une femme laïque et non par un évêque et une formation accrue des agents pastoraux. Par ailleurs, le nombre de procédures pénales contre des prêtres a « augmenté de manière significative » aboutissant pour certains à la perte de l’état clérical. Néanmoins, ces mesures ne paraissent pas convaincre les Chiliens. En effet, selon un sondage, seulement deux Chiliens sur dix fait confiance à l’Église catholique – contre sept sur dix il y a seulement quinze ans.

## Chronologies des affaires
Le prêtre Fernando Karadima est accusé en 2010, d'abus sexuels. Le procès civil, initialement clos, a été rouvert après le procès canonique parallèle, terminé le 16 janvier 2011, qui a abouti à sa condamnation pour abus sexuel de mineurs avec violence et abus de son autorité ecclésiastique.
En 2018, au moins 105 membres du clergé chilien ont été impliqués dans une série d'affaires de violences sexuelles.  
Óscar Muñoz est un prêtre vice-chancelier puis chancelier de l’archidiocèse de Santiago du Chili avant son arrestation. Jugé coupable de viol d'abus sexuels à l'encontre de cinq mineurs, il est condamné à 15 ans de prison en 2022,.
Le 13 octobre 2018, deux évêques, Francisco José Cox (en) et Marco Antonio Órdenes Fernández (en), sont rendus à l'état laïc, sanction la plus grave en droit canon. Le 21 octobre, l’Église catholique chilienne est condamnée à verser 580 000 € à trois victimes. Le pape François écarte le cardinal Francisco Javier Errázuriz Ossa, soupçonné d’avoir couvert la pédophilie d'un prêtre chilien, de son cercle de proches conseillers, le « C9 », en décembre 2018.
En 2021, les Jésuites rendent public un rapport indiquant que 11 prêtres ont agressé sexuellement 64 victimes. Renato Poblete (es), ancien aumonier de Hogar de Cristo (en) et décédé en 2010, est cité pour l'agression de 22 femmes entre les années 1960 et 2000. Quatre d'entre elles étaient mineures à l'époque des faits dont une enfant de trois ans. Une des victimes a été forcée d'avorter à plusieurs reprises,. Eugenio Valenzuela Lang, ancien provincial des Jésuites du Chili, est renvoyé de l'état clérical en 2019 après des accusations d'abus sexuels sur des personnes majeures,.